# JOY (声優)
JOY（ジョイ、9月18日 - ）は、日本の男性声優。大阪府出身。
ニコニコ生放送の生放送主でもある。趣味はテレビゲーム。血液型A型。

## 出演作品
- ヴァジアルサーガ 愚民化戦略 Deluxe（宰相詠鳳）
- 屋上モノクローム（飛鳥井飛鳥）
- カルネージハート エクサ（カイル・シギサワ（主役））
- KILLZVALD～最後の人間（月人タウロス）
- 太鼓の達人 どんとかつの時空大冒険（ウィルバー、ピエトロ）
- 太鼓の達人 ドコドン!ミステリーアドベンチャー（マティウス）
- バルガラム王国記 魔森章（エルンシュト王子）
- ボイスドラマ「命の鑑定人」（旅人）